# Pluchekoptroepiaal
De pluchekoptroepiaal (Lampropsar tanagrinus) is een zangvogel uit de familie Icteridae (troepialen).

## Verspreiding en leefgebied
Deze soort telt 5 ondersoorten:
- L. t. guianensis: oostelijk Colombia, Venezuela, Guyana en noordelijk Brazilië.
- L. t. tanagrinus: zuidelijk Colombia, oostelijk Ecuador, noordoostelijk Peru en westelijk Brazilië.
- L. t. macropterus: westelijk Brazilië.
- L. t. violaceus: het westelijke deel van Centraal-Brazilië.
- L. t. boliviensis: oostelijk Bolivia.